# Lora Lamm
Pour les articles homonymes, voir Lamm.
Lora Lamm, née le 11 janvier 1928 à Arosa (Grisons) et morte le 23 mars 2025 à Zurich, est une graphiste et affichiste suisse.

## Biographie
Lora Lamm naît le 11 janvier 1928 à Arosa

### Carrière
Après une formation à l'École d'arts appliqués de Zurich avec Johannes Itten, Ernst Keller et Ernst Gubler, entre autres, et une brève collaboration avec un graphiste publicitaire à Zürich, Lora Lamm s'installe en Italie du Nord en 1953. À Milan, elle a travaillé dans l'agence de publicité fondée par Antonio Boggeri avec Max Huber et conçue pour des entreprises de renom telles que Pirelli, Roche et Motta. Sa première commande était un design d'emballage pour Motta. Depuis 1954, elle a travaillé dans le département de publicité de l'élégante chaîne de grands magasins La Rinascente, connue pour ses médias imprimés spéciaux, et en 1956, elle a conçu une campagne de vente de produits japonais. Elle était responsable de la conception et de la production du magazine interne Cronache.
Elle a suivi Huber en tant que directrice artistique chez Rinascente en 1958, et a travaillé en tant que pigiste pour la chaîne de grands magasins et le grand magasin associé Upim, qui opère dans le secteur des prix les plus bas.
Lamm a également travaillé pour Pirelli, Elizabeth Arden, Niggi, Latte Milano. En 1963, elle est retournée en Suisse avec Frank C. Thiessing, son partenaire de vie et de travail, où elle dirige une agence à Zurich. Ses clients viennent d'Italie, des États-Unis, d'Allemagne et de Suisse. Lamm a reçu plusieurs prix pour son travail.
En 2013, à l'occasion de son 85e anniversaire, une exposition des œuvres des années italiennes a eu lieu au m.a.x.museo de Chiasso, plus tard, des œuvres moins spectaculaires en Suisse attendent encore d'être cataloguées. La SRF lui a dédié un programme à l'occasion de l'exposition.

## Expositions
- Nicoletta Ossanna Cavadini: Lora Lamm. Grafica a Milano, 1953-1963. m.a.x.museo
- Eine Hommage an Lora Lamm, Musée du design de Zurich, 2013